# Castello della Paneretta

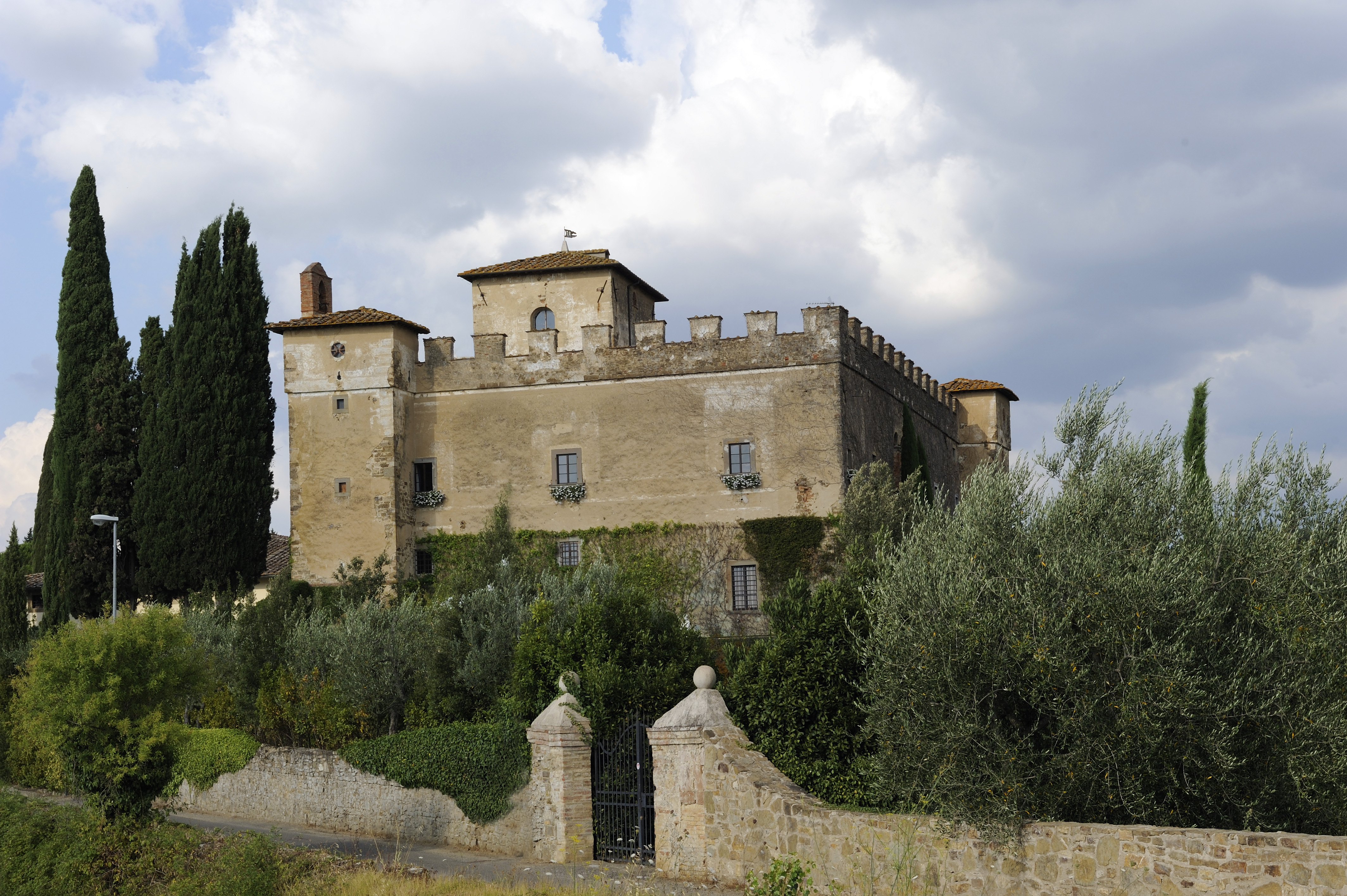
Esterno del castello

Il castello della Paneretta si trova in località Monsanto nel comune di Barberino Tavarnelle.

## Storia
Il castello venne costruito in seguito all'abbandono del fortilizio di Cepparello, una struttura militare situata più in basso e distrutta dopo la battaglia di Montaperti nel 1260. Nel XIV secolo venne qui costruita una roccaforte medievale caratterizzata dalla struttura quadrilatera, dalle mura massicce e scarpate con merlatura guelfa contornate da quattro torri angolari con al centro la possente struttura del mastio. Nel XVI secolo il castello apparteneva ai Vettori ed in virtù del matrimonio tra Maddalena Vettori e Ludovico Capponi juniore il castello passò come dote nel 1577 in quest'ultima famiglia.
È da questo momento che iniziano i lavori di ristrutturazione del castello che verrà trasformato in villa di campagna. Furono aperte nuove finestre e il loggiato del cortile interno venne affrescato da Bernardino Poccetti. Il luogo venne frequentato da artisti e letterati quali Girolamo Muzio, che dedicò un poema al castello e vi rimase ad abitare fino alla morte
Il castello rimase ai Capponi fino al 1669 quando passò, in seguito al matrimonio tre Cassandra Capponi e Carlo Riccardi-Strozzi ai Riccardi-Strozzi che continuarono le opere di trasformazione. Oltre al castello faceva parte della dote anche una ricca raccolta di libri , codici minati e pergamene che furono il primo nucleo della biblioteca Riccardiana di Firenze Nel 1871 divenne di  proprietà degli Strozzi che mantennero la proprietà fino al 1984 quando venne acquistato dalla famiglia Albisetti.
Oggi è sede di un'azienda agricola specializzata nella produzione di vino Chianti Classico.